# Německá hokejbalová reprezentace
Německá hokejbalová reprezentace je výběrem nejlepších německých hráčů v hokejbale. Od roku 1996 hraje v Mistrovství světa v hokejbalu a Mistrovství Evropy v hokejbalu. Největším úspěchem německého týmu je 4. místo v Mistrovství světa v hokejbalu 1996 a jeden bronz z Mistrovství Evropy v hokejbalu 1996.

## Účast namistrovstvísvěta
| MS      | Místo konání           | Umístění        |
| ------- | ---------------------- | --------------- |
| MS 1996 | Slovensko (Bratislava) | 4. místo        |
| MS 1998 | Česko (Litoměřice)     | 6. místo        |
| MS 1999 | Slovensko (Zvolen)     | 5. místo        |
| MS 2001 | Kanada (Toronto)       | 6. místo        |
| MS 2003 | Švýcarsko (Sierre)     | 7. místo        |
| MS 2005 | USA (Pittsburgh)       | 10. místo       |
| MS 2007 | Německo (Ratingen)     | 11. místo       |
| MS 2009 | Česko (Plzeň)          | Nezúčastnilo se |
| MS 2011 | Slovensko (Bratislava) | 8. místo        |
| MS 2013 | Kanada (St. John's)    | 8. místo        |
| MS 2015 | Švýcarsko (Zug)        | Nezúčastnilo se |

## Účast namistrovství Evropy
| ME      | Místo konání           | Umístění        |
| ------- | ---------------------- | --------------- |
| ME 1996 | Slovensko (Bratislava) | . místo         |
| ME 1997 | Česko (Praha)          | Nezúčastnilo se |
| ME 2000 | Česko (Most)           | 5. místo        |